# 9411 Hitomiyamoto
9411 Hitomiyamoto è un asteroide della fascia principale. Scoperto nel 1995, presenta un'orbita caratterizzata da un semiasse maggiore pari a 3,1951459 UA e da un'eccentricità di 0,1443216, inclinata di 6,34631° rispetto all'eclittica.
L'asteroide è dedicato allo scienziato giapponese Hitomi Miyamoto.